# Richard Musgrave
Richard Abel Musgrave (14 de dezembro de 1910 – 15 de janeiro de 2007) foi um economista norte-americano de ascendência alemã. Seu maior trabalho citado é A Teoria das Finanças Públicas (1959), descrito como "o primeiro tratado do campo na língua inglesa." e "uma grande contribuição para o pensamento do financiamento público."

## Biografia

### Início da vida
Musgrave nasceu em Königstein im Taunus, Alemanha, na família do escritor e tradutor Curt Abel Musgrave, um farmacêutico de profissão. Seu avô paterno (professor de linguística em Berlim, Instituto Humboldt Carl Abel) e sua avó materna eram Judeus, mas ele se converteu ao Cristianismo.
Ele dedicou-se ao campo da literatura, com um interesse em se tornar um diretor de teatro, estoudou filosofia e  economia nas Universidades de Munique e Heidelberg (Diplom-Volkswirt, 1933), em seguida, em Harvard (Ph. D., 1937). Depois disso, ele passou quatro anos como um economista pesquisador do Federal Reserve e lecionou em várias universidades americanas, incluindo a Universidade de Michigan, onde ele trabalhou em seu tratado de 1951 a 1959. Serviu como conselheiro do governo e voltou a Harvard, em 1965, como professor de Economia Política na faculdade de Artes e Ciências e na faculdade de Direito. Ele também foi editor do Jornal Trimestral da Economia. Seu livro A Teoria das Finanças Públicas (1959), continua a ser um dos principais teóricos do trabalho. Finanças públicas Teoria e Prática (1973), em co-autoria com sua esposa, Peggy Brewer Musgrave, foi um dos líderes como livro didático por muitos anos.

### Carreira em economia
Martin Feldstein citou Musgrave no obituário do New York Times (20 de janeiro de 2007) "Richard Musgrave transformou a economia nos anos 1950 e 1960, a partir de um descritivo e assuntos institucionais, para os quais usou as ferramentas de Microeconomia e Macroeconomia  Keynesiana para entender o efeito dos impostos." Musgrave publicou seu artigo seminal, "Troca Voluntária e Teoria da Economia Pública", no Quarterly Journal of Economics, em 1939. Paul Samuelson viria a converter este a partir de uma teoria positiva para uma teoria normativa.
É a partir de 1939, com o artigo científico "Troca Voluntária e Teoria da Economia Pública", que o quadro das três funções de Musgrave se origina. Este quadro é a sugestão de que a atividade do governo deve ser separada em três ramos de funções, a "estabilização macroeconômica", a "redistribuição de renda" e a "alocação de recursos".
A estabilização, é assegurar a realização de elevadas taxas de emprego e a estabilidade de preços, a distribuição é alcançar uma distribuição equitativa de renda, e a alocação é garantir que os recursos sejam utilizados de forma eficiente.
Esta divisão conceitual das responsabilidades do governo nos permite restringir o escopo de inquérito sobre o imposto de cessão, indicando que as três funções são mais apropriadamente atribuídas aos diversos níveis de governo. O restante da presente seção centra-se sobre as implicações do quadro dos três ramos, da atribuição das fontes de receitas entre os níveis de governo, e especialmente da atribuição entre o governo central e do segundo escalão dos governos.
Em seu artigo, "Uma Teoria Múltipla da Determinação do Orçamento", publicado em Finanzarchiv 1957, Musgrave introduziu o conceito econômico de bom mérito (e mais tarde, bom demérito). O conceito tem sido amplamente discutido, e foi bastante controverso na teoria econômica.
O seu plano de fundo nas escolas de economia política, escola alemã, escola austríaca, escola italiana e escola sueca, mais a exclusiva contribuição alemã de Finanzwissenschaft, ou fiscal de sociologia, deu-lhe uma posição única para fazer uma contribuição para o pós-guerra, na teoria das finanças do governo.

## Elogios
Musgrave foi eleito membro da Academia de Artes e Ciências dos Estados Unidos, membro honorário da Associação do Imposto Nacional, e Presidente honorário do Instituto de Finanças Públicas (1978). Premiado com o Frank E Seidman prêmio em Economia Política (1981), doutor honoris causa de Alleghany college, da Universidade de Heidelberg, na Universidade de Milão, Universidade de Michigan e da Universidade de Munique, ele foi professor emérito de Harvard, até a sua morte, e Professor adjunto na Universidade da Califórnia em Santa Cruz.
Musgrave, foi designado um Distinto Companheiro pela American Economic Association, em 1978, junto com William S. Vickrey. Uma declaração a seguir se refere a ele como "o indiscutível pai da moderna Economia da Organização Industrial ."
O Instituto Internacional de Finanças Públicas, criou um prêmio, em 2003, para comemorar o trabalho realizado por Richard e sua esposa.

## Pessoal
Ele morreu em 15 de janeiro de 2007, em Santa Cruz, Califórnia.

## Trabalhos selecionados
- Buchanan, James M. & Musgrave, Richard A. Public Finance and Public Choice: Two Contrasting Visions of the State. [S.l.: s.n.] Descrição e capítulo-visualização de links.
- Musgrave, Richard A. The Theory of Public Finance: A Study in Public Economy. [S.l.: s.n.]
- Musgrave, Richard A. & Musgrave, Peggy B. Public Finance in Theory and Practice. [S.l.: s.n.]
- Musgrave, R. A. «Public finance». The New Palgrave Dictionary of Economics. [S.l.: s.n.] Resumo.